# Selección juvenil de rugby de Irlanda
La selección juvenil de rugby de Irlanda también conocida como Wolfpuppies es el equipo de rugby de la Isla de Irlanda regulada por la Irish Rugby Football Union (IRFU). La edad de sus integrantes varía según la edad máxima permitida del torneo, los mundiales son para menores de 20 denominándose a la selección Irlanda M20; otros torneos son para menores de 18 o 20, en el pasado existió una selección de M21.

## Palmarés
- Mundial M19 (1): 1998[1]
- Seis Naciones M20 (4): 2010, 2019, 2022, 2023
- Seis Naciones M21 (1): 2007[2]
- Europeo M18 (1): 2011

## Participación en copas
| - Argentina 1997: 4º puesto - Francia 1998: Campeón - Gales 1999: 4º puesto - Francia 2000: 5º puesto - Nueva Zelanda 2001: 9º puesto - Italia 2002: 9º puesto - Francia 2003: 5º puesto - Sudáfrica 2004: 10º puesto - Sudáfrica 2005: 9º puesto - EAU 2006: 5º puesto - Irlanda 2007: 9º puesto - Gales 2008: 9º puesto - Japón 2009: 8º puesto - Argentina 2010: 9º puesto - Italia 2011: 8º puesto - Sudáfrica 2012: 5º puesto - Francia 2013: 8º puesto - Nueva Zelanda 2014: 4º puesto - Italia 2015: 7º puesto - Inglaterra 2016: 2º puesto - Georgia 2017: 9º puesto - Francia 2018: 11º puesto - Argentina 2019: 8º puesto - Italia 2020: Cancelado - Sudáfrica 2023: 2º puesto - Sudáfrica 2024: 4º puesto - Italia 2025: 11º puesto - Georgia 2026: A disputarse - Summer Series M-20 2022: 7º puesto | - Argentina 1999: 8º puesto (último) - Australia 2001: 5 puesto - Sudáfrica 2002: 6º puesto - Inglaterra 2003: 9º puesto - Escocia 2004: 2º puesto - Argentina 2005: 9º puesto - Francia 2006: 6º puesto - Seis Naciones M21 2004: 3º puesto - Seis Naciones M21 2005: 5º puesto - Seis Naciones M21 2006: 4º puesto - Seis Naciones M21 2007: Campeón invicto - Seis Naciones M20 2008: 4º puesto - Seis Naciones M20 2009: 2º puesto - Seis Naciones M20 2010: Campeón - Seis Naciones M20 2011: 4º puesto - Seis Naciones M20 2012: 3º puesto - Seis Naciones M20 2013: 3º puesto - Seis Naciones M20 2014: 4º puesto - Seis Naciones M20 2015: 5º puesto - Seis Naciones M20 2016: 3º puesto - Seis Naciones M20 2017: 4º puesto - Seis Naciones M20 2018: 3º puesto - Seis Naciones M20 2019: Campeón invicto - Seis Naciones M20 2020: Cancelado - Seis Naciones M20 2021: 3º puesto - Seis Naciones M20 2022: Campeón invicto - Seis Naciones M20 2023: Campeón invicto - Seis Naciones M20 2024: 2º puesto - Seis Naciones M20 2025: 6º puesto (último) |